# Campeonato de Extreme E de 2021
O Campeonato de Extreme E de 2021 foi a temporada inaugural do Extreme E. Começou no dia 3 de abril com o X-Prix do Deserto na Arábia Saudita e terminou com o X-Prix Jurássico no Reino Unido. A Rosberg X Racing conquistou o título por equipas e também os títulos de pilotos por Johan Kristoffersson e Molly Taylor.

## Calendário
Uma programação provisória foi anunciada no dia 17 de dezembro de 2019, que veria a temporada iniciar em janeiro de 2021 com um evento em Senegal. Mas devido a atrasos causados pela pandemia de COVID-19, o começo da temporada foi adiado para a primavera de 2021, com uma corrida em Ushuaia, Argentina, apresentada como substituta do evento de Nepal.
| Nº | Datas                     | Event0          | Localidade                 |
| -- | ------------------------- | --------------- | -------------------------- |
| 1  | 3–4 de abril de 2021      | Desert X-Prix   | Al-'Ula, Arábia Saudita    |
| 2  | 29–30 de maio de 2021     | Ocean X-Prix    | Lago Rosa, Senegal         |
| 3  | 28–29 de agosto de 2021   | Arctic X-Prix   | Kangerlussuaq, Gronelândia |
| 4  | 23–24 de outubro de 2021  | Island X-Prix   | Sardenha, Itália           |
| 5  | 18–19 de dezembro de 2021 | Jurassic X-Prix | Dorset, Reino Unido        |

### Cancelamentos
Em 11 de junho de 2021, a organização decidiu o cancelamento das etapas em razão da Pandemia de COVID-19.
| Etapa | Etapa          | Circuito           | Data original      | Ref.  |
| ----- | -------------- | ------------------ | ------------------ | ----- |
| –     | Amazon X-Prix  | Santarém, Brasil   | 23 e 24 de outubro | [ 4 ] |
| –     | Glacier X-Prix | Ushuaia, Argentina | 11-12 de dezembro  | [ 4 ] |

## Pilotos

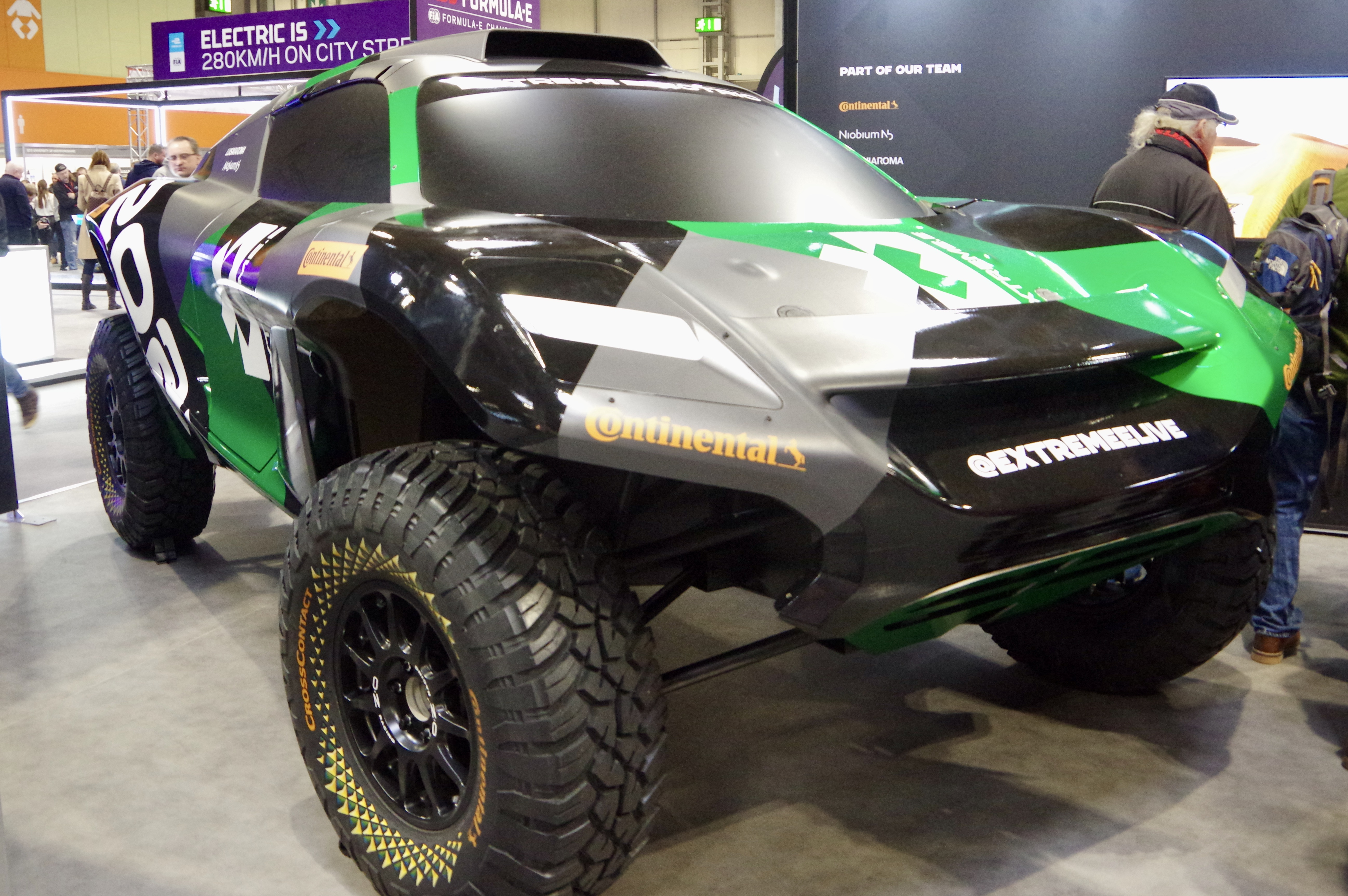
O carro do Extreme E: Odyssey 21

As seguintes equipes e pilotos estão competindo no Campeonato de 2021. Todas usam um Odyssey 21 identico desenvolvido pela Spark Racing Technology. Cada equipe consiste por um homem e uma mulher no volante, que compartilham o carro e tem deveres iguais.
| Equipe                                            | No. | Pilotos                   | Provas |
| ------------------------------------------------- | --- | ------------------------- | ------ |
| Veloce Racing                                     | 5   | Jamie Chadwick            | 1–2, 5 |
| Veloce Racing                                     | 5   | Emma Gilmour              | 3–4    |
| Veloce Racing                                     | 5   | Stéphane Sarrazin         | 1–4    |
| Veloce Racing                                     | 5   | Lance Woolridge           | 5      |
| Rosberg X Racing                                  | 6   | Johan Kristoffersson      | All    |
| Rosberg X Racing                                  | 6   | Molly Taylor              | All    |
| JBXE                                              | 22  | Jenson Button             | 1      |
| JBXE                                              | 22  | Kevin Hansen              | 2–5    |
| JBXE                                              | 22  | Mikaela Åhlin-Kottulinsky | All    |
| Andretti United Extreme E                         | 23  | Catie Munnings            | All    |
| Andretti United Extreme E                         | 23  | Timmy Hansen              | All    |
| Hispano Suiza Xite Energy Team Xite Energy Racing | 42  | Christine Giampaoli Zonca | All    |
| Hispano Suiza Xite Energy Team Xite Energy Racing | 42  | Oliver Bennett            | All    |
| Team X44                                          | 44  | Cristina Gutiérrez        | All    |
| Team X44                                          | 44  | Sébastien Loeb            | All    |
| Acciona \| Sainz XE Team                          | 55  | Carlos Sainz              | All    |
| Acciona \| Sainz XE Team                          | 55  | Laia Sanz                 | All    |
| Segi TV Chip Ganassi Racing                       | 99  | Kyle LeDuc                | All    |
| Segi TV Chip Ganassi Racing                       | 99  | Sara Price                | All    |
| Abt Cupra XE                                      | 125 | Claudia Hürtgen           | 1–2    |
| Abt Cupra XE                                      | 125 | Jutta Kleinschmidt        | 2–5    |
| Abt Cupra XE                                      | 125 | Mattias Ekström           | All    |

| Pilotos            | Provas |
| ------------------ | ------ |
| Jutta Kleinschmidt | 1–2    |
| Tamara Molinaro    | 3–5    |
| Timo Scheider      | All    |

### Mudanças durante a temporada
- JBXE team owner Jenson Button, dono da equipa JBXE conduziu apenas na primeira ronda tendo escolhido Kevin Hansen como seu substituto.[34]
- Claudia Hürtgen adoeceu durante o shakedown do Ocean X-Prix e foi substituída pela piloto de reserva, Jutta Kleinschmidt.[35] Mais tarde foi anunciado que Kleinschmidt iria permanecer ao volante do Abt Cupra até ao final do campeonato.[36]
- Jamie Chadwick falhou as rondas 3 e 4 por coincidirem com provas da W Series e foi substituída pela piloto de reserva da Veloce, Emma Gilmour.[37]
- Stéphane Sarrazin saiu da equipa Veloce antes da última prova e foi substituído pelo piloto de reserva, Lance Woolridge.[10]

## Resultados e classificação

### Por X-Prix
| N.º | Evento          | Qualificação 1   | Qualificação 2   | Qualificação Geral | Semi-Final 1        | Semi-Final 2       | Crazy Race          | Super Sector        | Final              |
| --- | --------------- | ---------------- | ---------------- | ------------------ | ------------------- | ------------------ | ------------------- | ------------------- | ------------------ |
| 1   | Desert X-Prix   | Rosberg X Racing | Team X44         | Team X44           | Rosberg X Racing    | Andretti United XE | Abt Cupra XE        | não atribuído       | Rosberg X Racing   |
| 2   | Ocean X-Prix    | Team X44         | Team X44         | Team X44           | Rosberg X Racing    | JBXE               | Chip Ganassi Racing | Chip Ganassi Racing | Rosberg X Racing   |
| 3   | Arctic X-Prix   | Team X44         | Rosberg X Racing | Team X44           | Team X44            | Andretti United XE | JBXE                | Andretti United XE  | Andretti United XE |
| 4   | Island X-Prix   | Team X44         | Team X44         | Team X44           | Chip Ganassi Racing | Rosberg X Racing   | JBXE                | Team X44            | Rosberg X Racing   |
| 5   | Jurassic X-Prix | Team X44         | Team X44         | Team X44           | Team X44            | Rosberg X Racing   | Andretti United XE  | Team X44            | Team X44           |

Sistema de pontuação
São atribuídos pontos aos primeiros nove pilotos da qualificação geral, baseada no agregado das 2 qualificações, assim como aos primeiros nove pilotos a terminar a prova. A partir da segunda prova passaram a ser atribuídos 5 pontos à equipa mais rápida no Super Sector em todo fim de semana.
| Posição      | 1st | 2nd | 3rd | 4th | 5th | 6th | 7th | 8th | 9th | SS |
| Qualificação | 12  | 11  | 10  | 9   | 8   | 7   | 6   | 5   | 4   | 5  |
| Race day     | 25  | 19  | 18  | 15  | 12  | 10  | 8   | 6   | 4   | 5  |

Apenas os 4 melhores resultados são contabilizados para o campeonato de pilotos.

### Campeonato de Pilotos
| Pos. | Pilotos                           | DES | DES | OCE | OCE | ARC | ARC | ISL | ISL | JUR | JUR | Pontos |
| Pos. | Pilotos                           | Q   | R   | Q   | R   | Q   | R   | Q   | R   | Q   | R   | Pontos |
| ---- | --------------------------------- | --- | --- | --- | --- | --- | --- | --- | --- | --- | --- | ------ |
| 1    | Johan Kristoffersson Molly Taylor | 3   | 1   | 2   | 1   | 3   | 5   | 2   | 1   | 2   | 4   | 133    |
| 2    | Cristina Gutiérrez Sébastien Loeb | 1   | 3   | 1   | 4   | 1   | 4   | 1   | 5   | 1   | 1   | 121    |
| 3    | Catie Munnings Timmy Hansen       | 4   | 2   | 8   | 9   | 4   | 1   | 6   | 6   | 7   | 3   | 103    |
| 4    | Mikaela Åhlin-Kottulinsky         | 6   | 6   | 4   | 3   | 8   | 2   | 7   | 3   | 5   | 2   | 102    |
| 4    | Kevin Hansen                      |     |     | 4   | 3   | 8   | 2   | 7   | 3   | 5   | 2   | 102    |
| 5    | Carlos Sainz Laia Sanz            | 2   | 4   | 9   | 8   | 6   | 3   | 4   | 7   | 3   | 5   | 90     |
| 6    | Mattias Ekström                   | 8   | 7   | 3   | 5   | 2   | 7   | 3   | 2   | 4   | 7   | 87     |
| 6    | Jutta Kleinschmidt                |     |     | 3   | 5   | 2   | 7   | 3   | 2   | 4   | 7   | 87     |
| 7    | Sara Price                        | 7   | 8   | 7   | 7   | 7   | 9   | 5   | 4   | 8   | 8   | 60     |
| 7    | Stéphane Sarrazin                 | 9   | WD  | 5   | 2   | 5   | 6   | 8   | 8   |     |     | 60     |
| 8    | Kyle LeDuc                        | 7   | 8   | 7   | 7   | 7   | 9   | 5   | 4   | 8   | 8   | 59     |
| 9    | Christine GZ Oliver Bennett       | 5   | 5   | 6   | 6   | 9   | 8   | 9   | 9   | 9   | 9   | 55     |
| 10   | Jamie Chadwick                    | 9   | WD  | 5   | 2   |     |     |     |     | 6   | 6   | 48     |
| 11   | Emma Gilmour                      |     |     |     |     | 5   | 6   | 8   | 8   |     |     | 29     |
| 12   | Jenson Button                     | 6   | 6   |     |     |     |     |     |     |     |     | 17     |
| 12   | Lance Woolridge                   |     |     |     |     |     |     |     |     | 6   | 6   | 17     |
| 13   | Claudia Hürtgen                   | 8   | 7   | WD  | WD  |     |     |     |     |     |     | 13     |
| Pos. | Pilotos                           | DES | DES | OCE | OCE | ARC | ARC | ISL | ISL | JUR | JUR | Pontos |

| Legenda | Legenda                    |
| Cor     | Resultado                  |
| ------- | -------------------------- |
| Ouro    | Vencedor                   |
| Prata   | 2º classificado            |
| Bronze  | 3º classificado            |
| Verde   | Outras posições nos pontos |
| Preto   | Desqualificado (DSQ)       |
| Branco  | Não partiu (DNS)           |
| Branco  | Desistência (WD)           |
| Branco  | Corrida Cancelada (C)      |

### Campeonato de Equipes
| Pos. | Equipe                                            | DES | DES | OCE | OCE | ARC | ARC | ISL | ISL | JUR | JUR | Pontos |
| Pos. | Equipe                                            | Q   | R   | Q   | R   | Q   | R   | Q   | R   | Q   | R   | Pontos |
| ---- | ------------------------------------------------- | --- | --- | --- | --- | --- | --- | --- | --- | --- | --- | ------ |
| 1    | Rosberg X Racing                                  | 3   | 1   | 2   | 1   | 3   | 5   | 2   | 1   | 2   | 4   | 155    |
| 2    | Team X44                                          | 1   | 3   | 1   | 4   | 1   | 4   | 1*  | 5   | 1   | 1*  | 155    |
| 3    | JBXE                                              | 6   | 6   | 4   | 3   | 8   | 2   | 7   | 3   | 5   | 2   | 119    |
| 4    | Andretti United Extreme E                         | 4   | 2   | 8   | 9   | 4*  | 1   | 6   | 6   | 7   | 3   | 117    |
| 5    | Abt Cupra XE                                      | 8   | 7   | 3   | 5   | 2   | 7   | 3   | 2   | 4   | 7   | 100    |
| 6    | Acciona \| Sainz XE Team                          | 2   | 4   | 9   | 8   | 6   | 3   | 4   | 7   | 3   | 5   | 100    |
| 7    | Veloce Racing                                     | 9   | WD  | 5   | 2   | 5   | 6   | 8   | 8   | 6   | 6   | 77     |
| 8    | Segi TV Chip Ganassi Racing                       | 7   | 8   | 7*  | 7   | 7   | 9   | 5   | 4   | 8   | 8   | 74     |
| 9    | Hispano Suiza Xite Energy Team Xite Energy Racing | 5   | 5   | 6   | 6   | 9   | 8   | 9   | 9   | 9   | 9   | 63     |
| Pos. | Equipes                                           | DES | DES | OCE | OCE | ARC | ARC | ISL | ISL | JUR | JUR | Pontos |